# Pachnobia kononis
Pachnobia kononis är en fjärilsart som beskrevs av Matsumura 1925. Pachnobia kononis ingår i släktet Pachnobia och familjen nattflyn. Inga underarter finns listade i Catalogue of Life.